# Przełęcz Krzyżówka
Przełęcz Krzyżówka (także Przełęcz Huta, 745 m) – przełęcz na granicy Beskidu Niskiego i Beskidu Sądeckiego, położona powyżej Krynicy-Zdroju.
Na przełęczy znajduje się skrzyżowanie dróg nr 75 oraz nr 981.

## Szlaki turystyczne
– niebieski szlak: Krynica-Zdrój – Przełęcz Krzyżówka (745 m) – Kamianna